# جيمس دريك
جيمس دريك (بالإنجليزية: James Drake)‏ هو صحفي وسياسي أسترالي، ولد في 26 أبريل 1850 بلندن في المملكة المتحدة، وتوفي في 1 أغسطس 1941 ببريزبان في أستراليا. حزبياً، نشط في Protectionist Party ‏. وقد انتخب Member of the Queensland Legislative Council ‏ (17 ديسمبر 1899 – 13 مايو 1901) وانتخب عضو مجلس الشيوخ الأسترالي ‏ عن دائرة كوينزلاند (30 مارس 1901 – 31 ديسمبر 1906) وانتخب عضو المجلس التشريعي ولاية كوينزلاند عن دائرة Electoral district of Enoggera ‏ (12 مايو 1888 – 7 ديسمبر 1899).